# 西岡広吉

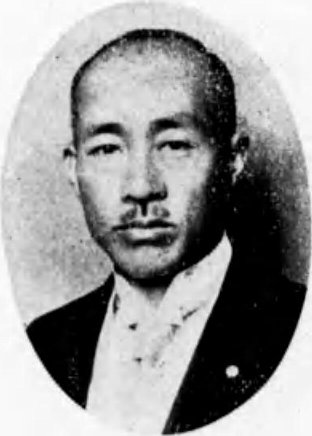
西岡広吉

西岡 広吉（にしおか こうきち、1893年9月2日- 1961年3月22日）は、日本の内務官僚、政治家。公選による初代の岡山県知事を務めた。

## 来歴・人物
1893年、山口県柳井市で生まれる。1924年に東京帝國大学（現・東京大学）を卒業し、官選の岡山、福岡県知事を務めた。
1947年の第一回岡山県知事選挙に当選。同年12月に岡山県内で行われた昭和天皇の戦後巡幸では、随行役を務めた。
その後は、県知事を1期4年務めた。1961年3月22日、胃癌のため67歳で逝去。